# La olimpiada (Orlandini)

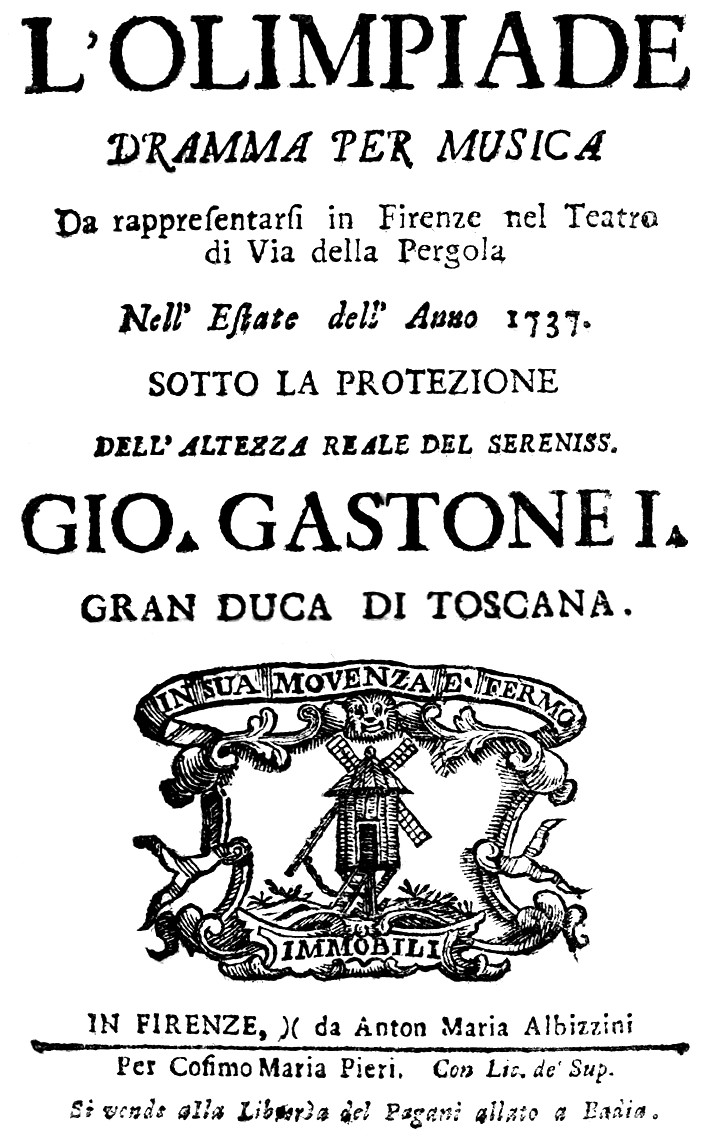
Imagen del libreto original de "La Olimpiada".

La olimpiada (en italiano: L'Olimpiade) es una ópera en tres actos, con música del compositor Giuseppe María Orlandini y libreto del poeta y escritor Pietro Metastasio. En concreto, es un melodrama en lengua italiana. Su estreno se produjo en 1737 en Florencia, en el Teatro della Pergola. La escena simula estar en el campo de Elide, cerca de la ciudad de Olimpia, a orillas del río Alfeo. Destaca la participación en el estreno del famoso tenor y compositor Annibale Pio Fabri (1697-1760) y la famosa soprano Francesca Cuzzoni (1700-1772) conocida por ser una gran referente del Bel canto. Ambos fueron cantantes sublimes de la época de la ópera barroca.

## Argumento
Esta obra gira en torno a la acción llevada a cabo por el rey Clistene. Tras tener una hija y un hijo gemelos, será advertido por el Oráculo de Delfos del peligro directo que es su hijo recién nacido; este le matará de mayor. En este término, la acción conduce a los diversos amores de Aristea (hija de Clistene y hermana de Filinto), la heroica amistad del joven y valiente Megacle (que era ateniense y gran ganador de los Juegos Olímpicos), la inconstancia y furia de Licida y la generosa piedad de la fiel Argene.
Tras la muerte de Filinto, su hermana Aristea sí vivirá y crecerá en edad y belleza. Será entonces que Megacle le pida la mano a su amada Aristea, pero su padre (Clistene) lo rechazará por ser ateniense y este huirá desesperado a Creta. Allí será asaltado por unos bandidos y liberado por Licida, con el que entablará una gran amistad. Licida está enamorado de Argene, la cual huirá de Creta, a los campos de Elide donde se refugiará y vivirá como pastora. Licida, decide participar en los Juegos Olímpicos para olvidar a su amada, dejando a Megacle en Creta y descubre que el rey Clistene presidirá los Juegos Olímpicos. El premio al ganador de este evento será la mano de Aristea, de la cual se enamora Licida (olvidándose de su anterior amor, Argene). Como este no compitió nunca, pide ayuda de su amigo Megacle pero tardará tanto en llegar que le desesperó. Finalmente, se dará a entender que Licida en realidad es el hijo de Clistene. La obra concluye con un coro final.

## Descripción de la puesta en escena
En el primer acto, la acción se desarrolla en un espeso bosque sombreado por árboles grandes, sus ramas se entrelazan por un lado y por otro. Al pie de una montaña, al lado de varias casas pequeñas pastorales. Hay un puente rústico sobre el río Alfeo, y en la distancia se aprecian vistas de la ciudad de Olimpia. El segundo acto se desarrolla en una casa de campo destartalada y sobrecargada por el tiempo, la cual se encuentra muy lejos en una pequeña colina. El tercer acto, hay ruinas de un antiguo hipódromo, ya cubierto en parte por la hiedra, con rosas y otras plantas silvestres. Se encuentran junto al gran Templo de Júpiter Olímpico, con madera alrededor del suelo.

## Personajes
| N. | Personaje | Descripción del personaje                                                         | Tipo de voz      | Cantante para el estreno |
| -- | --------- | --------------------------------------------------------------------------------- | ---------------- | ------------------------ |
| 1  | Clistene  | Rey de Syon, padre de Aristea                                                     | Tenor            | Annibale Pio Fabri       |
| 2  | Aristea   | Su hija, una amante de Megacles                                                   | Soprano          | Francesca Cuzzoni        |
| 3  | Argene    | Dama cretense con un vestido de pastora con el nombre de Licori, amante de Licida | [no indicado]    | Lucia Panichi            |
| 4  | Megacle   | Amante de Aristea y amigo de Licida                                               | Soprano castrato | Angiol Maria Monticelli  |
| 5  | Licida    | Creído hijo del rey de Creta, amante de Aristea y amigo de Megacle                | [no indicado]    | Natalizia Bisagi         |
| 6  | Aminta    | Amigo de Licida                                                                   | [no indicado]    | Pietro Baratta           |
| 7  | Alcandro  | Confidente de Clistene                                                            | [no indicado]    | Rosa Costa               |